# Veľké Pole
Veľké Pole este o comună slovacă, aflată în districtul Žarnovica din regiunea Banská Bystrica. Localitatea se află la altitudinea de 556 m deasupra n.m., se întinde pe o suprafață de 35,62 km2 și în 2017 număra 400 de locuitori.

## Istoric
Localitatea Veľké Pole este atestată documentar din 1332.

## Demografie
| An:                | 1994 | 2004   | 2014    | 2024   |
| ------------------ | ---- | ------ | ------- | ------ |
| Număr de persoane: | 476  | 467    | 385     | 417    |
| Diferență:         |      | −1,89% | −17,55% | +8,31% |

| An:                | 2023 | 2024   |
| ------------------ | ---- | ------ |
| Număr de persoane: | 425  | 417    |
| Diferență:         |      | −1,88% |